# Morti nel 961
| Questa pagina contiene informazioni ricavate automaticamente dalle voci biografiche con l'ausilio del template Bio e di un bot. L'aggiornamento è periodico e automatico e ricostruisce completamente la pagina. Se manca una persona in questa lista, sei pregato di non aggiungerla, ma accertati piuttosto che la sua voce biografica contenga il template Bio e che i dati anagrafici siano correttamente compilati. Se il template Bio manca, inseriscilo tu stesso o, in alternativa, metti l'avviso {{tmp\|Bio}} che ne segnala la mancanza. Se i dati riportati sono sbagliati, correggi direttamente la voce biografica; le modifiche saranno visibili in questa lista entro pochi giorni. Per chiarimenti vedi il progetto biografie. La lista contiene solo le 13 persone che sono citate nell'enciclopedia e per le quali è stato implementato correttamente il template Bio. Pagina aggiornata al 13 gen 2025. |

- 27 maggio - Landolfo II di Benevento, principe longobardo (n. 915)
- 17 settembre - Israele, vescovo cristiano orientale siro
- 19 settembre - Elena Lecapena, imperatrice bizantina
- 15 ottobre - Abd al-Rahman III, emiro (n. 889)
- 'Abd al-Malik I, sovrano iraniano
- Guglielmo II del Monferrato, nobile franco
- Haakon I di Norvegia, re
- Letaldo II di Mâcon, conte (n. 915)
- Michele Maleinos, monaco cristiano bizantino (n. 894)
- Basilio l'Ocell, funzionario bizantino
- Poppo I di Würzburg, vescovo cattolico tedesco
- Raimondo II di Rouergue, sovrano franco
- Sancho V di Guascogna, duca